# Manuel Porzner
Manuel Porzner, né le 25 février 1996 à Ansbach, est un coureur cycliste allemand.

## Carrière sportive
En 2013, Manuel Porzner était aux Championnats du Monde Piste UCI Junior Champion du Monde au scratch .  Cette même année, il a également remporté une étape du Niedersachsen Rundfahrt et a été champion national bavarois dans le scratch, l' Omnium , dans la course aux points et le contre -la-montre de 1 000 mètres .
L'année suivante, Manuel Porzner a remporté une demi-étape du voyage international d'étape junior de Cottbus et a été champion d'Allemagne junior à l' Omnium . Aux Championnats du monde juniors UCI de la même année, lui et Marc Jurczyk sont devenus vice-champion du monde junior à Madison . 
En 2015, Manuel Porzner a rejoint le groupe d'âge U23 et a rejoint l' équipe Stölting .  Il a remporté deux étapes du Tour de Hongrie . Un an plus tard, il est passé dans l' équipe du Vorarlberg , puis dans l' équipe Heizomat . En 2017, il a terminé troisième de la course sur route U23 aux championnats d' Allemagne sur route à Chemnitz . en juillet de la même année, il remporte le " International Oder Tour ".

## Palmarès sur route
- 2013
  - 3e étape du Tour de Basse-Saxe juniors
- 2014
  - 3e du Sint-Martinusprijs Kontich
- 2015
  - Prologue et 3e étape du Tour de Hongrie
  - 3e du championnat d'Allemagne du contre-la-montre par équipes
- 2017
  - Tour de l'Oder :
    - Classement général
    - 1re étape

  - 3e du championnat d'ALlemagne du contre-la-montre espoirs

### Classements mondiaux
| Année           | 2015 | 2016 | 2017   | 2018   |
| --------------- | ---- | ---- | ------ | ------ |
| UCI Europe Tour | 576e | nc   | 1 462e | 1 141e |

## Palmarès sur piste

### Championnats du monde juniors
- Glasgow 2013
  -  Champion du monde du scratch juniors
- Séoul 2014
  -  Médaillé d'argent de l'américaine juniors